# Farlowiella australis
Farlowiella australis är en svampart som beskrevs av Dennis 1955. Farlowiella australis ingår i släktet Farlowiella, ordningen Pleosporales, klassen Dothideomycetes, divisionen sporsäcksvampar och riket svampar.   Inga underarter finns listade i Catalogue of Life.